# Emparedament
|  | Per a altres significats, vegeu «Emparedat». |

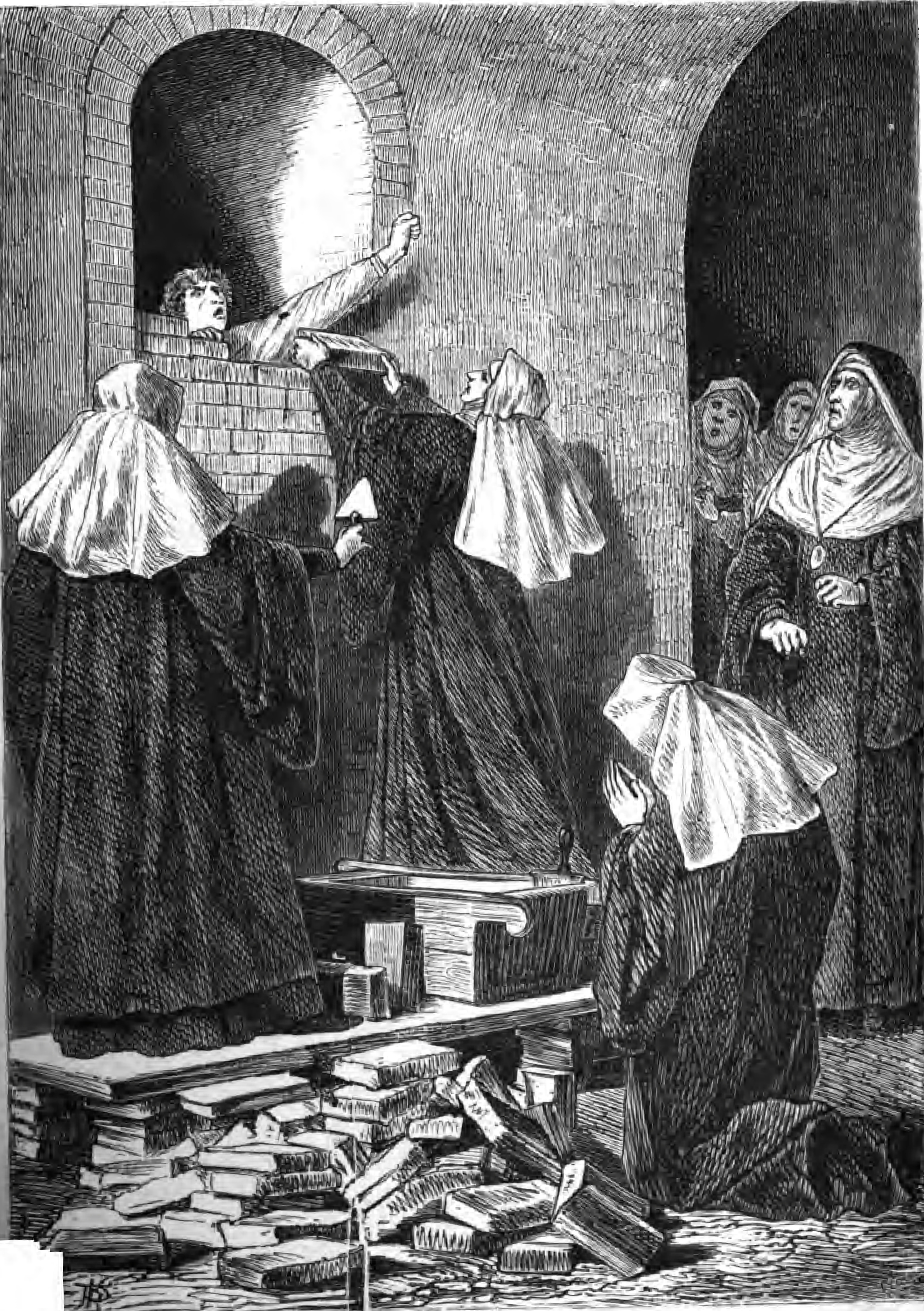
Emparedament d'una monja de clausura segons un gravat de 1868 de Vinzenz Katzler

L'emparedament és una forma d'empresonar una persona, normalment de manera perpètua, que consisteix a tancar el condemnat en un espai completament tancat, sense cap sortida. Això inclou el càstig de confinament en llocs extremadament estrets, com l'interior d'un taüt. Quan s'usa com a mètode d'execució, el presoner s'abandona allà per tal que mori d'inanició o deshidratació. Aquesta forma de pena capital és diferent de ser enterrat amb vida, en la qual la mort es produeix per asfíxia.
Hi ha exemples d'emparedament com a mètode d'execució, en el qual es busca la mort del condemnat per inanició. Les vestals verges a l'antiga Roma podien ser condemnades a emparedament si trencaven els seus vots de castedat i a l'antiga Pèrsia està ben documentada aquesta pràctica com a condemna per a lladres, fins i tot fins al segle xx. Hi ha algunes evidències ambigües d'aquesta pràctica, en la variant de tancament en caixes o taüts, a Mongòlia.
No obstant això, s'han testificat o relatat incidents isolats d'emparedament, encara que no com a tradicions habituals, en nombroses bandes i èpoques del món, sigui durant guerres o processos revolucionaris, o com a mètode de sacrifici humà ritual en algunes cultures. Així mateix, hi ha nombroses històries d'emparedaments en la llegenda o el folklore, en les quals apareix com una forma de pena de mort. Les troballes de restes humanes que de tant en tant s'han produït darrere de parets o en habitacions abandonades d'immobles antics semblen evidències de pràctiques sacrificials o formes de càstig. Per altra banda, l'emparedament voluntari va ser una forma d'anacoretisme femení existent durant l'edat mitjana.